# USS Illinois (SSN-786)
Pour les autres navires du même nom, voir USS Illinois.
L’USS Illinois (SSN-786) est un sous-marin nucléaire d'attaque de classe Virginia de l’US Navy en service depuis 2016. 

## Construction
Le contrat pour la construction a été attribué à Huntington Ingalls Industries en partenariat avec Electric Boat, une division de General Dynamics à Groton, le 22 décembre 2008. Ce navire est le troisième des sous-marins du bloc III qui dispose notamment d'une nouvelle proue et de technologies issues de la classe Ohio. Le premier groupe de marins est arrivé sur le sous-marin au cours de juin 2013. Il est baptisé le 10 octobre 2015 par la première dame Michelle Obama,.

### Ouvrages
- (en) Jim Christley, US Nuclear Submarines : The Fast Attack, Osprey Publishing, 2007, 48 p. (ISBN 978-1-84603-168-7, OCLC 141383046).
- (en) Tom Clancy, Submarine : A Guided Tour Inside a Nuclear Warship, Berkley, 2002, 323 p. (ISBN 978-0-425-18300-7, OCLC 48749330).
- (en) John Gresham et Ian Westwell, Seapower, Edison, N.J., Chartwell Books, 2005, 256 p. (ISBN 0-7858-1792-1, OCLC 184983323).

### Ressources numériques
- (en) Mark L. Evans, « Illinois II (SSN-786) », sur Dictionary of American Naval Fighting Ships, département de la Marine, Naval History & Heritage Command, 20 mai 2015 (consulté le 26 avril 2016).